# When Past and Future Collide
When Past and Future Collide byla koncertní série velšského hudebníka a skladatele Johna Calea probíhající občasně v letech 2009 až 2014, při které hrál své třetí sólové Paris 1919 (1973) v celém svém rozsahu. Při koncertech jej doprovázela jeho kapela a různé orchestry. Cale uvedl, že dlouhodobě dostával návrhy, aby toto album přehrál při koncertu celé. Nakonec svolil až u nabídky ze strany filmového festivalu v Cardiffu. O orchestrální aranžmá všech písní z alba se postaral Randall Woolf, který s Calem již v minulosti spolupracoval například na hudbě k filmu Americké psycho a dalších projektech. Jelikož je album příliš krátké, aby zaplnilo celý koncert, Cale při každém z nich zahrál i další písně, ať už za doprovodu orchestru, tak v některých případech bez něj. Tyto bonusové písně se snažil vybírat pro každý koncert odlišné. Naposledy album v celém svém rozsahu přehrál 20. prosince 2014 v nejmenší belgické obci Mesen. Tentokrát byly písně upraveny do nové podoby, hrálo zde menší množství hudebníků. Doprovázelo jej pět hráčů na smyčcové nástroje, pět na dechové, tři vokalistky a Caleova tříčlenná doprovodná skupina. V nové verzi byly výrazněji použity elektronické prvky.

## Hudebníci
- John Cale – zpěv, klávesy, kytara, viola
- Dustin Boyer – kytara (všechny koncerty)
- Joe Karnes – baskytara (Cardiff)
- Josh Schwartz – baskytara (Londýn, Norwich, Paříž, Los Angeles a Melbourne)
- Erik Sanko – baskytara (Barcelona)
- Joey Maramba – baskytara (Essen, Malmö, New York a Mesen)
- Michael Jerome Moore – bicí (Cardiff, Londýn, Norwich, Paříž, Los Angeles, Barcelona, Essen a Malmö)
- Alex Thomas – bicí (New York)
- Deantoni Parks – bicí (Melbourne a Mesen)

Orchestry
- nepojmenovaný orchestr, 19 hudebníků, dirigent: John Rea (Cardiff)
- Heritage Orchestra (Londýn, Norwich)
- Orchestre d'Île-de-France, dirigent: Christophe Mangou (Paříž)
- Orchestra da Camera di Brescia, dirigent: Filippo Lama (Brescia)
- nepojmenovaný orchestr, dirigent: Neal Stuhlberg (Los Angeles)
- Orchestra Victoria (Melbourne)
- Bochumer Symphoniker, dirigent: Harry Curtis (Essen)
- Malmö Operaorkester, dirigent: Joakim Hallin (Malmö)
- Wordless Music Orchestra, dirigent: Jeffrey Milarsky (New York)
- nepojmenovaný malý orchestr (Mesen)

Hosté
- Mark Lanegan a Ben Gibbard – zpěv (Los Angeles)

## Setlist
Písně z alba Paris 1919 byly hrány v tomto pořadí:
1. „Child's Christmas in Wales“
2. „Hanky Panky Nohow“
3. „The Endless Plain of Fortune“
4. „Andalucia“
5. „Paris 1919“
6. „Graham Greene“
7. „Half Past France“
8. „Antarctica Starts Here“
9. „Macbeth“

Na původním albu se píseň „Macbeth“ nachází na páté pozici, tedy mezi písněmi „Andalucia“ a „Paris 1919“.
Ve druhé části koncertů zazněly další písně. Při různých vystoupeních byly hrány tyto (abecedně):
- „60/40“
- „Amsterdam“
- „Caligula“
- „Captain Hook“
- „Catastrofuk“
- „Chorale“
- „Cry“
- „December Rains“
- „Dirty Ass Rock 'n' Roll“
- „Do Not Go Gentle Into That Good Night“
- „E Is Missing“
- „Fear Is a Man's Best Friend“
- „Femme Fatale“
- „Gideon's Bible“
- „Ghost Story“
- „Gun“
- „The Hanging“
- „Heartbreak Hotel“
- „Hedda Gabler“
- „Hello, There“
- „Hey Ray“
- „I Wanna Talk 2 U“
- „Jumbo (In Tha Modern World)“
- „Living with You“
- „Look Horizon“
- „Nookie Wood“
- „Pablo Picasso“
- „Perfect“
- „Perfection“
- „Pile à l'heure“
- „A Refusal to Mourn the Death, by Fire, of a Child in London“
- „Riverbank“
- „Rosegarden Funeral of Sores“
- „Secret Corrida“
- „Sentimental“
- „Ship of Fools“
- „Sold Motel“
- „Time Stands Still“
- „Venus in Furs“
- „Walking the Dog“
- „Win a Few“
- „Whaddya Mean by That“
- „Young, Proud and Dead“

## Koncerty
| Datum              | Stát                   | Město              | Místo                     | Reference   |
| ------------------ | ---------------------- | ------------------ | ------------------------- | ----------- |
| 21. listopadu 2009 | Spojené království     | Cardiff            | Coal Exchange             | [ 4 ]       |
| 5. března 2010     | Spojené království     | Londýn             | Royal Festival Hall       | [ 5 ]       |
| 14. května 2010    | Spojené království     | Norwich            | Theatre Royal             |             |
| 5. září 2010       | Francie                | Paříž              | Salle Pleyel              | [ 6 ] [ 7 ] |
| 11. září 2010      | Itálie                 | Brescia            | Teatro Grande             | [ 8 ] [ 9 ] |
| 30. září 2010      | Spojené státy americké | Los Angeles (CA)   | Royce Hall                | [ 10 ]      |
| 16. října 2010     | Austrálie              | Melbourne          | State Theatre             | [ 11 ]      |
| 28. května 2011    | Španělsko              | Barcelona          | Primavera Sound           | [ 12 ]      |
| 6. října 2011      | Německo                | Essen              | Lichtburg                 | [ 13 ]      |
| 21. listopadu 2011 | Švédsko                | Malmö              | Malmö Opera               | [ 14 ]      |
| 18. ledna 2013     | Spojené státy americké | New York City (NY) | Brooklyn Academy of Music | [ 15 ]      |
| 19. ledna 2013     | Spojené státy americké | New York City (NY) | Brooklyn Academy of Music | [ 15 ]      |
| 20. prosince 2014  | Belgie                 | Mesen              | Peace Village             | [ 16 ]      |